# 의정부 원효사 묘법연화경
의정부 원효사 묘법연화경(議政府 元曉寺 妙法蓮華經)은 대한민국 경기도 의정부시, 원효사에서 소장하고 있는 묘법연화경이다. 2004년 11월 29일 경기도 유형문화재 제196호로 지정되었다.

## 개요
원효사는 신라 선덕여왕때 원효대사가 머무르며 수도했던 도량으로 전하고 있지만 구체적인 자료는 확인되지 않고 있다. 묘법연화경은 모든 불경 가운데 가장 귀하게 여기는 경전으로 도를 이룬 부처가 세상에 나온 뜻을 말하고 있다.
원효사 소장 묘법연화경은 닥나무로 만든 2권 1책(72장)으로 보존 상태가 양호하여 불복장에서 출토된 것으로 보인다. 글자가 굵은 글씨체로 정성들여 정서되어 있어 마치 인쇄를 한 듯 깔끔하고 보존상태도 양호하다.
이 경전은 1626년(조선 인조 4년) 유교적 규범이 엄격한 궁중의 상궁에 의해 만들어진 불경이라는 점에서 귀중한 자료이며, 한글로 필사되어 당시의 한글 보급과 한자에 쓰인 한글 표음법 연구에도 중요한 자료로 평가받고 있다.

## 참조
1. ↑  불상에 생명력을 주기 위하여 일정한 의례를 거쳐 배속에 봉안하는 신성한 물건

## 참고 자료
- 의정부 원효사 묘법연화경 - 국가유산청 국가유산포털